# Leontophone
Een leontophone (Oudgrieks leontophonos, "leeuwdoder") is een klein middeleeuws fabeldier dat dodelijk is voor leeuwen. Om een leeuw te doden, wordt het vlees van een leontophone verbrand en wordt zijn as gestrooid op vlees, dat geplaatst wordt op een kruispunt. Eet een leeuw enkel een kleine hoeveelheid, dan sterft hij. Leeuwen haten leontophonen. Ze jagen erop en doden hen, eerder door ze te verscheuren met hun klauwen, dan ze te bijten.